# Jan Tláskal
Jan Tláskal (* 24. února 1987 Vimperk) je český zpěvák, hudebník, frontman české kapely Narttu a sólista RockOpery Praha.

## Životopis
Pochází z hudební rodiny. Otec klavírista, fotograf a pedagog, matka houslistka, učitelka českého jazyka, literatury a hudební výchovy.
Hudbě se začal věnovat od útlého dětství. Již ve čtyřech letech měl svůj první koncert, kdy usedl za klavír, který studoval do svých osmnácti let. V dětství navštěvoval pěvecký sbor v základní umělecké škole. Od třinácti do dvaceti let se také velmi úspěšně věnoval závodnímu tanci (standardní a latinskoamerické tance).
Jak sám říká, zlomový byl pro něj konec roku 2006, kdy spoluzakládá skupinu Narttu, kde působí jako frontman, zpěvák, skladatel a textař.

Od února roku 2018 je členem souboru RockOpery Praha, kde účinkuje v rockových a metalových operách: Romeo & Julie v roli Romea 

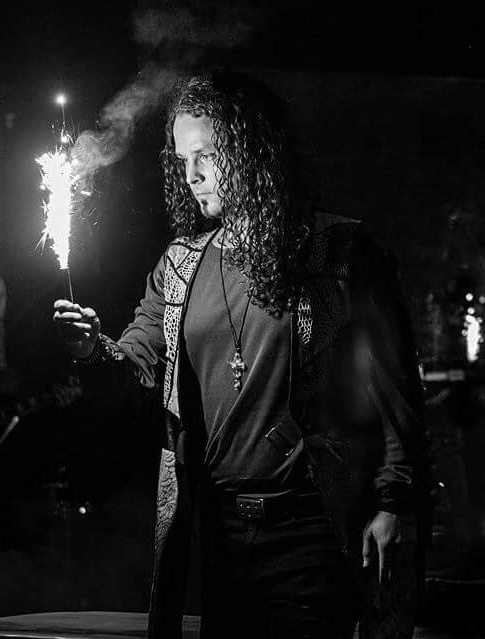
Honza Tláskal jako Romeo v představení Romeo & Julie (Rockopera Praha)

, Antigona (3. díl antického cyklu) v roli Haimóna, dále pak v alternaci s Janem Toužimským: 7 proti Thébám (2. díl antického cyklu), Anna Karenina, Vymítač, Proces a Faust.
Na konci roku 2018 zkouší v rockopeře nové představení Frankenstein, ve kterém ztvární roli roli Henryho Clervala.
V létě roku 2019 se objevuje po boku Daniela Landy, jako doprovodný zpěvák. Koncem téhož roku zkouší v Rockopeře Praha nové představení Trója, ve kterém hraje Parida, prince Trójského.

V roce 2020 získává hlavní roli Ježíše Nazaretského
 v rockové opeře Maria Madonna.

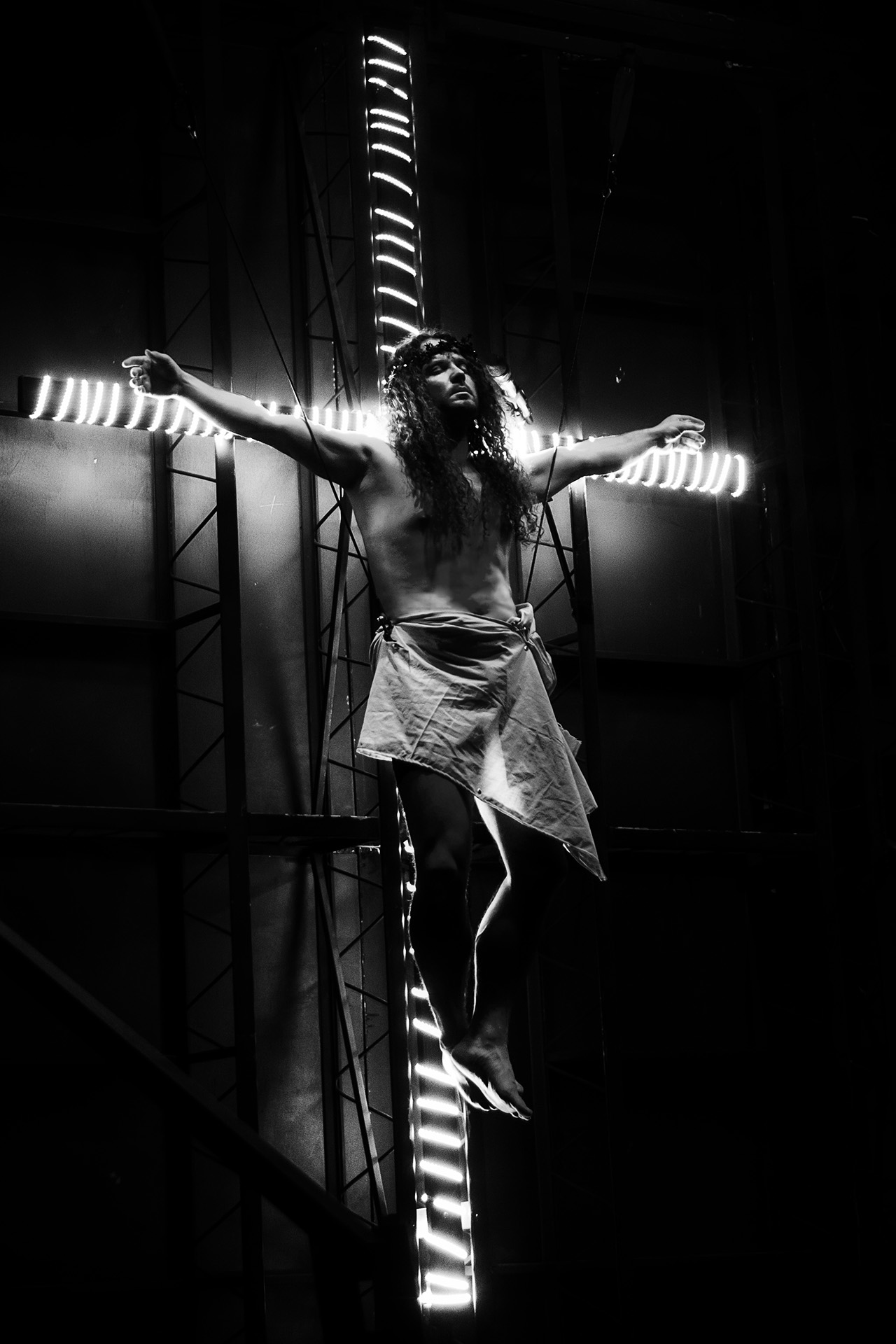
Honza Tláskal v roli Ježíše Nazaretského (RockOpera Praha)

V průběhu roku 2021 se objevuje jako host metalové kapely Jerem'i, se kterou vydává videoklip k písni "Hej čoud!"

### „Láska“
Autorem této přezdívky je umělecký ředitel a zakladatel RockOpery Praha, Milan Steigerwald. Když Honzovi poprvé telefonoval a ten se v telefonu představil příjmením, místo „Tláskal“ mu rozuměl prostě jen „Láska“.

## Diskografie
- Černá můra (demo, 2007)
- Narttu live (DVD, 2009)
- Letíme jako šílený (2011)
- Tady a teď! (2014)

## Divadelní role
- Romeo & Julie - Romeo
- Maria Madonna - Ježíš Nazaretský
- Trója - Paris
- Frankenstein - Henry Clerval/Victor Frankenstein
- Antigona - Haimón
- 7 proti Thébám - Polyneikes
- Oidipus Tyranus - Apollón
- Vymítač - kněz/voják
- Anna Karenina - Alexander Vronskij
- Proces - soudce/malíř/mrskač
- Faust - Wolfgang